# Juana-Maria von Jascheroff
Juana-Maria von Jascheroff (* 24. Februar 1961 in Görlitz) ist eine deutsche Schauspielerin und Synchronsprecherin. 

## Leben
Von Jascheroff wuchs in der DDR als Tochter des Schauspieler-Ehepaars Hasso Zorn und Jessy Rameik auf. Ihr Studium absolvierte sie an der Hochschule für Schauspielkunst Ernst Busch in Berlin, das sie 1983 mit dem Diplom für Darstellende Kunst und Puppenspielkunst abschloss. Nebenbei nahm sie auch Gesangsunterricht. Von 1992 bis 1993 spielte sie die Nebenrolle Cornelia Blau in der ersten Staffel der RTL-Serie Gute Zeiten, schlechte Zeiten. Des Weiteren war sie drei Jahre lang als Cassy Robinson in der ARD-Vorabendserie Marienhof zu sehen.
Neben ihrer künstlerischen Arbeit ließ sich von Jascheroff seit 1991 in parapsychologischen Seminaren weiterbilden, 1997 wurde sie psychologische Beraterin. Sie war vier Jahre als Kommunikationscoach in der Schweiz tätig. Seit 2008 führt sie  in Berlin-Köpenick eine Praxis als Reinkarnationstherapeutin.
Sie war bis in die erste Hälfte der 1990er-Jahre mit ihrem Schauspielkollegen Mario von Jascheroff verheiratet. Aus dieser Ehe hat sie Constantin von Jascheroff (* 1986), aus einer Verbindung zuvor Felix von Jascheroff (* 1982), die beide ebenfalls Schauspieler sind.

## Filmografie (Auswahl)
Kino
- 2007: Chicken Mexicaine

Fernsehen
- 1992–1993: Gute Zeiten, schlechte Zeiten (RTL)
- 1993–1995: Marienhof (ARD)
- 1998: Hallo, Onkel Doc! (SAT.1)
- 1999: Fieber – Ärzte für das Leben (SAT.1)
- 2000: Ein Fall für Zwei (ZDF)
- 2001: Die Rettungsflieger (ZDF)
- 2003: Im Namen des Gesetzes (RTL)
- 2006: Letzte Ausfahrt Westberlin (WDR/3sat)

## Synchronrollen (Auswahl)
Quelle: Deutsche Synchronkartei
| Schauspielerin     | Film/Serie                                            | Rolle                    |
| ------------------ | ----------------------------------------------------- | ------------------------ |
| Ako                | I Origins – Im Auge des Ursprungs                     | Krankenschwester         |
| Anneke Blok        | Sonny Boy – Eine Liebe in dunkler Zeit                | Bäuerin                  |
| Beth Ackerman      | Die Lady mit dem Colt (Fernsehserie, 2. Synchro)      | Tammy                    |
| Blair Parker       | The Forgotten One                                     | Evelyn James             |
| Brenda Crichlow    | My Little Pony: Freundschaft ist Magie (Fernsehserie) | Matilda                  |
| Brooke Theiss      | Chaos hoch zehn (Fernsehserie)                        | Wendy Lubbock            |
| Candy Clark        | Magnum (Fernsehserie, 2. Synchro für RTL 1996)        | Leslie Emory             |
| Cara Buono         | Killer – Tagebuch eines Serienmörders                 | Esther Lesser            |
| Charmaine Craig    | Wolfsblut 2 – Das Geheimnis des weißen Wolfes         | Lily Joseph              |
| Claudette Roche    | Snoops – Charmant und brandgefährlich (Fernsehserie)  | Staatsanwältin Halford   |
| Deborah Foreman    | Sundown – Der Rückzug der Vampire                     | Sandy White              |
| Eleanor McKinlay   | An einem klaren Tag (Synchro 2007)                    | Betreuerin               |
| Elyssa Davalos     | Matt Houston (Fernsehserie)                           | Carla                    |
| Embeth Davidtz     | Europa Report                                         | Dr. Samantha Unger       |
| Embeth Davidtz     | Murder in the First – Lebenslang in Alcatraz          | Mary McCasslin           |
| Emma Hardy         | Künstliche Schwestern                                 | Jane                     |
| Emmanuelle Devos   | Komplizen                                             | Mangin                   |
| Eve Mauro          | Cosmopolis                                            | Tarsa                    |
| Halle Berry        | Tödliche Verschwörung                                 | Josie Potenza            |
| Imelda Corcoran    | Lost (Fernsehserie)                                   | Abigail Spencer          |
| Jackie Blackmore   | Stargate Kommando SG–1 (Fernsehserie)                 | Jackie                   |
| Jacqueline Lord    | Mercenary                                             | Maxine Barnol            |
| Jamie Denbo        | Spy: Susan Cooper Undercover                          | Begleitdame im Casino    |
| Jo Champa          | Little Buddha                                         | Maria                    |
| Jourdan Fremin     | Simon & Simon (Fernsehserie)                          | Mädchen auf Campus       |
| Julia Campbell     | Der Reporter mit der großen Klappe                    | Missy Carnes             |
| Julija Tarchowa    | ... und morgen war Krieg                              | Vika                     |
| Kate Dorning       | Die Profis (Fernsehserie)                             | Nancy Stokes             |
| Linda Marsh        | Dr. med. Marcus Welby (Fernsehserie, 2. Synchro 1992) | Zoe Eugenides            |
| Marketa Fišerová   | Ein Haus mit tausend Gesichtern (Fernsehserie)        | Ajka Simková             |
| Meghan Strange     | In einem Land vor unserer Zeit (Fernsehserie)         | Ruby                     |
| Ombretta Colli     | Dämonen aus dem All (Synchro 1994)                    | Lisa Nielson             |
| Patricia Hindy     | Hawaii Fünf-Null (Fernsehserie)                       | Dina                     |
| Patricia Joyce     | Quincy (Fernsehserie)                                 | Dr. Laura Kaplan         |
| Rebecca Tilney     | Navy CIS (Fernsehserie)                               | Madeline Dumont          |
| Robin Strasser     | Die Rookies (Fernsehserie, 2. Synchro 2001)           | Laura Page               |
| Rochelle Ashana    | Das A–Team (Fernsehserie)                             | Leesa                    |
| Sarah–Jane Redmond | Center Stage: On Pointe                               | Lorenza                  |
| Shannon Hile       | Monk (Fernsehserie, 2. Synchro)                       | Angie Deluca             |
| Shera Danese       | Kojak – Einsatz in Manhattan (Fernsehserie)           | Sally Centorini          |
| Sophie Lui         | Fringe – Grenzfälle des FBI (Fernsehserie)            | TV–Nachrichtensprecherin |
| Susan Denbo        | Happy Days                                            | Carol                    |
| Therese Herz       | Galoschen des Glücks                                  | Fee Mina                 |
| Stephany Seki      | Die ZhuZhus                                           | Num Nums                 |
| Susan Diol         | Navy CIS                                              | Doris Sawyer             |